# Intef Già
Intef, với tên thường đi kèm với các biệt hiệu như là Già, Vĩ Đại (= Intef-Aa) hoặc sinh ra bởi Iku, là một vị nomarch của Thebes trong thời kỳ Chuyển tiếp thứ Nhất vào khoảng năm 2150 TCN và sau này được xem như là người đã sáng lập nên vương triều thứ 11, mà cuối cùng đã thống nhất Ai Cập.

## Triều đại
Intef Già không phải là một pharaon mà thay vào đó là nomarch của Thebes vào khoảng năm 2150 TCN. Như vậy trên danh nghĩa ông sẽ phụng sự một vị vua của vương triều thứ 8 hoặc là một trong số các vị vua Herakleopolis của vương triều thứ 9 hoặc vương triều thứ 10. Intef Già sẽ làm chủ khu vực từ Thebes tới Aswan về phía Nam và về phía Bắc không vuơt quá Koptos, mà khi đó nằm dưới sự kiểm soát của một vương triều của các nomarch khác. Intef được cho là cha của người kế vị ngai vàng Thebes của ông, Mentuhotep I.

## Chứng thực

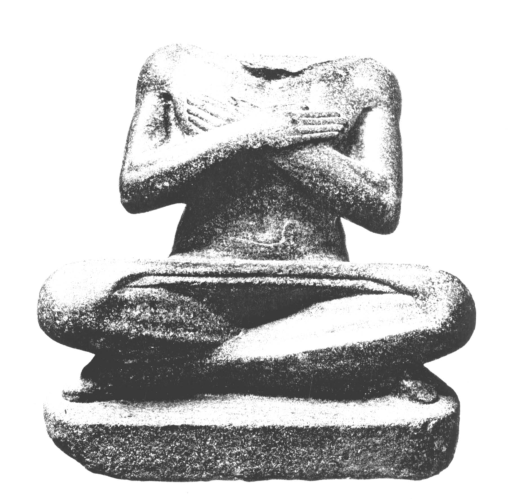
Bức tượng ngồi được Senusret I dâng hiến cho Intef Già, ông được miêu tả tại đây như là một viên ký lục.

Intef Già dường như đã được coi là người đã sáng lập nên vương triều thứ 11 sau khi ông qua đời. Chẳng hạn, tên của ông xuất hiện trong nhà nguyện của các vị tổ tiên hoàng gia (vị trí thứ 13) mà được Thutmose III xây dựng tại Karnak khoảng hơn 600 năm sau khi Intef qua đời. Trong nhà nguyện này, Intef được ghi lại cùng với tước hiệu iry-pat ("Vị Hoàng tử cha truyền con nối") và haty-a ("Bá tước"). Intef Già có thể được đồng nhất với "Intef-Aa sinh ra bởi Iku", là người được Senusret I dâng hiến một bức tượng ngồi mà trong đó miêu tả Intef như là một viên ký lục:
Tạo nên bởi đức vua của Thượng và Hạ Ai Cập Kheperkare như là vật kỷ niệm của Ngài dành cho ông tổ Intef Già [...] sinh ra bởi Iku

Intef Già còn được thờ cúng bởi các giáo phái cá nhân, như được chỉ ra bởi tấm bia đá của Maati, một vị quan nhỏ của Mentuhotep II, ngày nay nó nằm tại bảo tàng Mỹ thuật Metropolitan (inv. no. 14.2.7). Trên tấm bia đá của mình, Maati cầu xin rằng những lời cầu nguyện sẽ được nói cho "Intef Già người con trai của Iku". Intef có thể còn được đề cập tới trên một tấm bia đá đến từ Dendera, hai mảnh của nó ngày nay nằm tại Strasbourg (inv. no. 345) và ở Florence (inv. no. 7595), và hơn nữa còn ghi lại tước hiệu của ông là "Hoàng tử Vĩ Đại của miền Nam". Việc quy tấm bia đá này cho Intef Già hiện đang được tranh cãi.

Dựa vào tầm quan trọng của Intef Già trong con mắt của những vị vua kế vị ông sau này, Alan Gardiner đề xuất rằng Intef Già đã được đề cập tới trong cuộn giấy cói Turin ở cột thứ 5 và hàng thứ 12. Tuy nhiên điều này vẫn chỉ là phỏng đoán vì mục này của cuộn giấy cói trên đã mất hoàn toàn.

## Ngôi mộ
Auguste Mariette đã khai quật một tấm bia đá của "vị hoàng tử cha truyền con nối Intefi" tại Dra' Abu el-Naga' nằm ở bờ phía Tây của Thebes và ngày nay nằm tại Bảo tàng Ai Cập với số thứ tự CG 20009. 
Tấm bia đá này ghi lại tước hiệu của Intef và cho thấy rằng ông đã phụng sự một vị pharaon vô danh:
Một lễ vật đức vua dâng lên cho Anubis, người ở trên ngọn núi của ngài, người ở nơi ướp xác, Chúa tể của nơi linh liêng, để cho ngài có thể ban cho vị hoàng tử cha truyền con nối, bá tước, lãnh chúa vĩ đại của nome Thebes, làm hài lòng đức vua như là người canh giữ cửa ngõ của phương Nam, cột trụ vĩ đại của ngài là người khiến cho hai vùng đất của ngài sống, trưởng tiên tri đã dâng hiến cho vị thần vĩ đại Intefi.

Jürgen von Beckerath tin rằng tấm bia đá này là tấm bia tang lễ của Intef, ban đầu được đặt trong một nhà nguyện gần ngôi mộ của ông.